# Sonderabteilung Lola

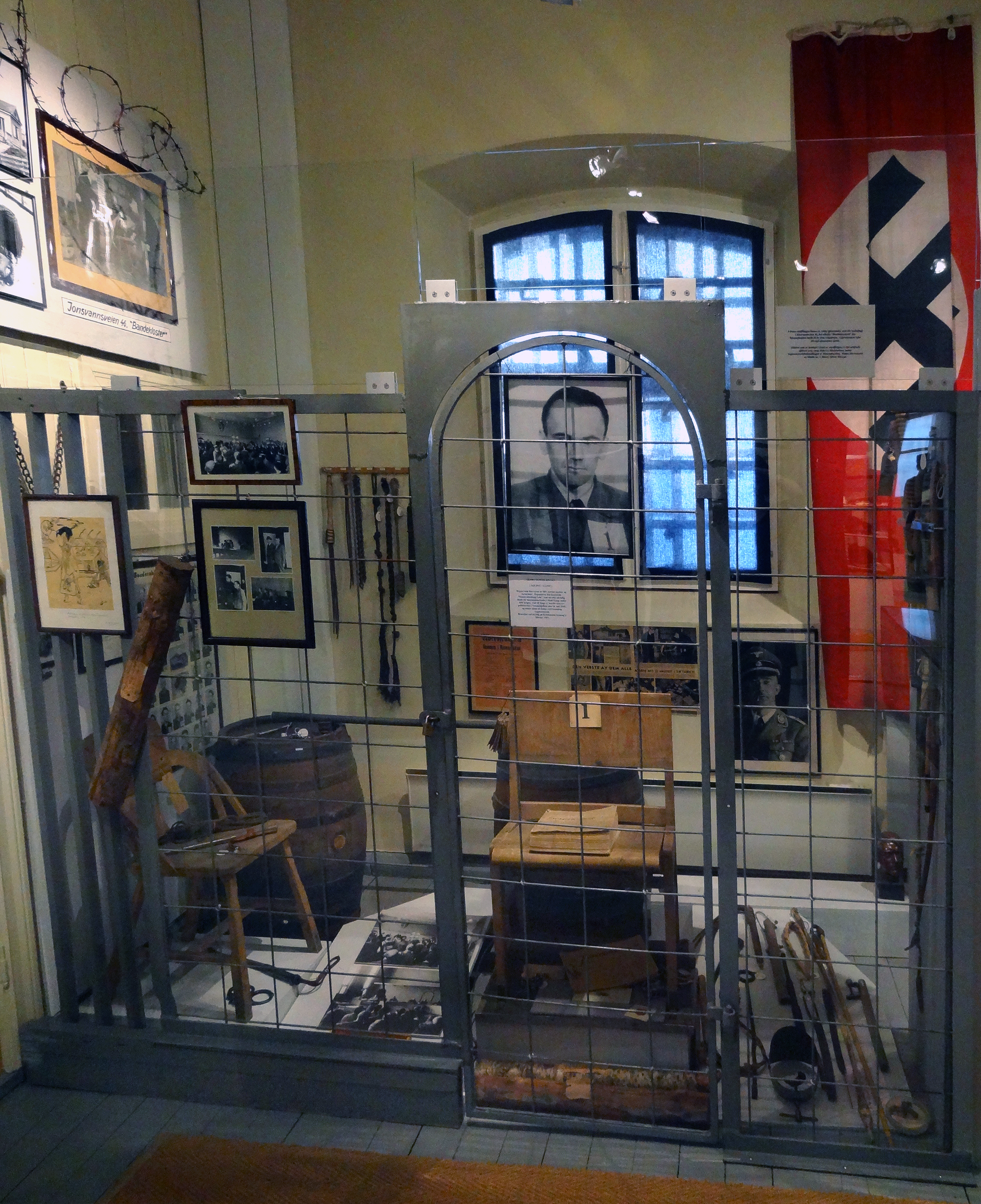
En permanent utställning på Justismuseet i Trondheim med diverse tortyrredskap från Bandeklosteret, på bilden i mitten Henry Rinnan.

Sonderabteilung Lola, på norska även kallad Rinnanbanden (sv. Rinnanligan), var en underavdelning av Gestapo i vilken landsförrädaren Henry Oliver Rinnan (1915–1947) var den mest kände medlemmen. Gruppen hade totalt cirka 50 medlemmar, de mest kända förutom Rinnan var: Karl Dolmen, Arild Hjulstad Östby, Ivar Grande och Kitty Grande. 
Från sin bas på Jonsvannsveien 46 i Trondheim (som kallades Bandeklosteret av medlemmarna) arbetade man för den tyska ockupationsmakten. Metoden man använde var bland annat att infiltrera motståndsrörelsen genom att leta folk som var misstänkta på kaféer och liknande som man engagerade i antityska diskussioner. Gruppens arbete orsakade tusentals arresteringar, avslöjade flera hundra motståndsceller och gjorde så att folk utförde arbete åt ockupationsmakten genom att lura dem att det var för motståndsrörelsen. Ofta använde gruppen både mord och tortyr för att skaffa fram upplysningar.
Efter kriget dömdes 41 medlemmar av gruppen, 12 till döden (10 dödsstraff verkställdes, Henry Rinnan, Bjarne Jenshus, Aksel Mære, Harry Rønning, Harry Hofstad, Olaus Hamrun, Per Bergeen, Kristian Randal, Harald Grøtte och Hans Egeberg), 11 till livstids straffarbete och resten till långa fängelsestraff. Rinnan själv dömdes för att personligen ha mördat 13 personer, och gruppens aktiviteter i Norge var så omfattande att 40% av de som avrättades efter kriget i Norge hade någon form av koppling till Sonderabteilung Lola.